# 自動化ゲート
自動化ゲート（じどうかゲート）は、日本の空港の一部に導入されている自動化出入国審査システムである。

## 概要
出入国の際に審査官による対面審査を経由せず、ゲートに設置された機械により出入国者を認証し、出国および入国の手続を簡素化・迅速化し、利便性を高めている。日本国籍で有効な日本国旅券を所持しているか、日本の外国人で有効な旅券（パスポート・在留カード・難民旅行証明書又は再入国許可書）と再入国許可を所持している場合に利用できる。
自動化ゲートは、成田空港（第3ターミナルを除く）、中部空港（第2ターミナルを除く）、関西空港、羽田空港（第2ターミナルを除く）に設置されている。
2021年より、顔認証システム「Face Express」が成田空港、羽田空港などで運用開始された。これにともない、事前に専用端末を用いて顔画像とパスポートを旅行者自身が紐付け、出入国ゲートおよび航空機につながる搭乗ゲートの通過ができるようになった。「Face Express」を利用する場合は、事前のパスポートへのスタンプ押印またはQRコードのシール貼付が必要な、以前の空港職員の手を介した利用登録は省略可能となっている。

## 利用登録
利用登録は、自動化ゲートが設置された空港と、東京出入国在留管理局・名古屋出入国在留管理局・大阪出入国在留管理局で行うことができ、搭乗手続き当日でも登録可能である。ただし自動化ゲート利用時において、1人で指紋の提供または機械操作ができない場合、利用することはできない。利用登録を行うと、パスポートの最終ページに法務省に登録された旨のスタンプが押され、自動化ゲートが設置されている日本の空港いずれにおいても、自動化ゲートを利用することが可能となる。
登録において日本国籍（日本国旅券）保持者は、旅券の記載事項と指紋登録のみで、顔写真の撮影はなく、また自動化ゲート通過時においても、利用者の顔写真撮影のプロセスはない。日本国旅券が失効した時には、登録データはサーバから削除されるので、パスポートの更新や再発行をした際には、再び利用登録が必要である。自動化ゲート利用の登録を抹消する場合は、書面にて出入国在留管理庁での手続きが必要となる。

## 利用方法

成田空港の自動化ゲート

自動化ゲートの利用方法は、まず機器が設置された無人の透明なボックス型のゲート（無人ボックス型）の入口において、日本国旅券の証明写真が貼付してある身分事項ページを装置にかざすと入口の扉が開く。次にボックスの中の指紋の読取端末で、登録した2本の指の指紋で認証を行う。指をスキャンする位置はボタンのようになっており、押すと少し位置が下がる。軽く押したまま1 - 2秒そのまま待つと、認証の結果が画面に現れる。認証が終わり本人と確認されれば、ゲートの出口の扉が開く。
自動化ゲートのすぐ横には、同じ端末機器が設置された職員が座っているレーン（有人レーン型：既存の有人出入国ブースのことではない）も存在するが、法務省入国管理局の「自動化ゲート利用案内（日本人用）」によると、日本人は原則として無人ボックス型の利用をするよう案内をしている。
無人ボックス型の自動化ゲートを利用した場合、日本国旅券に出帰国の証印（スタンプ）が押されないため、何らかの事情で日付入りの証印が必要な場合は、有人レーン型のゲートを利用するか、自動化ゲート通過後、傍にある入国審査官管理事務所に申告し、認印を貰う。
なお関西空港など一部では帰国レーン出口で監視を行う職員がおり、ここで申告することで必要に応じて帰国証印を押してもらうことが可能。
2009年より成田空港をはじめ自動化ゲートを導入する各空港にて、順次新型端末が導入されている。新システムでは、旅客は端末画面でパスポートまたはQRコードによる識別方法を選択し、その後画面の指示に従って指紋の照合を行う。照合が完了すると、ゲートが青く光り出口が開く。スタンプを必要とする場合は、出口近くの事務室等で係員に依頼すると捺印してもらえる。従来の有人レーン型に近い。

## 顔認証ゲートの導入
2017年（平成29年）10月18日より、東京国際空港国際線ターミナル（現：第3ターミナル）において顔認識システム方式による自動化ゲートを、日本人の帰国手続きにおいて試験導入した。従来の自動化ゲートでは、指紋の登録等事前に利用登録手続きが必要であったが、顔認証ゲートではIC旅券であれば、事前の手続きなしに利用が可能。2018年（平成30年）6月11日より、第3ターミナルを含む成田空港を皮切りに、羽田空港、関西空港、中部空港、福岡空港の上陸審査場、出国審査場にそれぞれ導入された。利用できるのは、当初は日本人の出帰国手続のみであったが、2019年7月24日より羽田空港の出国審査場において、外国人の出国手続における運用を開始した。

## 類似するシステム
国境や行政地域を越えて通過する出入国ゲートが、自動化や機械化されているケースは、世界に先例がある。
- 中華人民共和国の特別行政区である香港とマカオは、大陸との各検問所（陸地辺境・埠頭・空港）で、それぞれの永住民または条件を満たした非永住外国人に登録したカード（外国人はバーコード）で通過させる自動のゲート（e-channelと呼ぶ）を設けている。
- マレーシアとシンガポールの地上の国境でも、同様のゲートが設置され運用されている。
- 大韓民国でも、2008年6月より仁川国際空港や金浦空港に自動ゲートを設置、運用を開始した。国内居住韓国人、外国人登録済みの外国人居住者、アメリカ合衆国旅券所持者、香港特別行政区旅券所持者、マカオ特別行政区旅券所持者が対象である。なお、2012年1月から、入国審査時に外国のパスポート所持人（17歳未満の者等を除く。）に対して、指紋及び顔情報の提供が義務付けられている。